# Mikołaj Rozen
Mikołaj Rozen (ur. 1945) – polski działacz społeczności żydowskiej w Szczecinie, od 2000 przewodniczący Gminy Wyznaniowej Żydowskiej w Szczecinie oraz były przewodniczący szczecińskiego oddziału Towarzystwa Społeczno-Kulturalnego Żydów w Polsce.
14 listopada 2000 został odznaczony Złotym Krzyżem Zasługi za zasługi w działalności społecznej na rzecz społeczności żydowskiej.